# Roślina jednoroczna

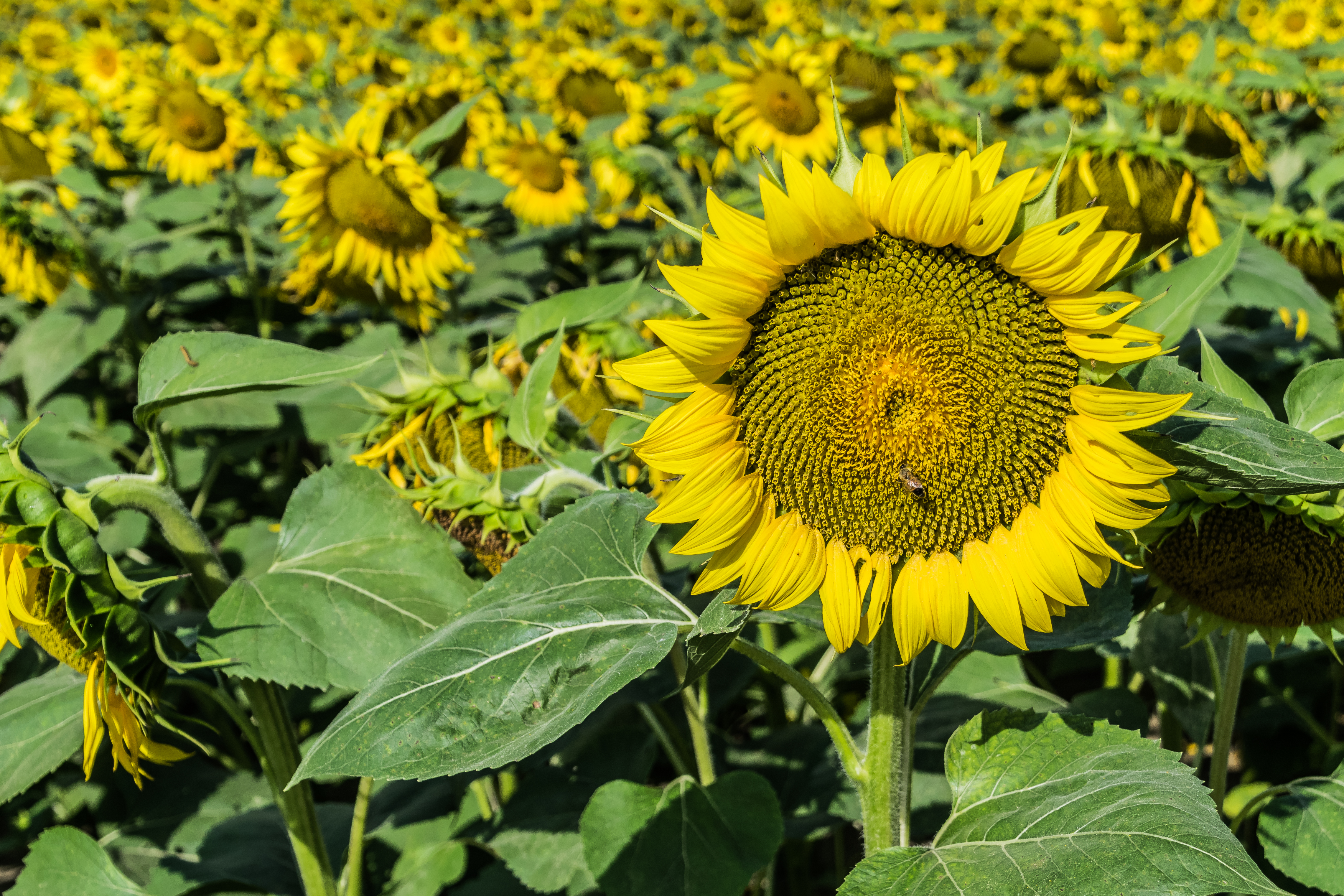
Przedstawiciel roślin jednorocznych – słonecznik zwyczajny

Roślina jednoroczna, terofit (gr. theros ‘lato’, phyton ‘roślina’) – jedna z form życiowych roślin. Oznacza roślinę przechodzącą cały cykl rozwojowy (od wykiełkowania z nasiona do wydania własnych nasion) w ciągu jednego okresu wegetacyjnego, później ginąca. Obumierają zarówno nadziemne pędy, jak i części podziemne. Niesprzyjającą wegetacji porę roku przetrwają tylko nasiona. Rośliny jednoroczne należą do roślin monokarpicznych. Są roślinami zielnymi – mają zielne, niezdrewniałe pędy.
Do terofitów należy wiele gatunków roślin klimatu umiarkowanego. Są nimi: większość roślin uprawnych, np. wszystkie zboża, rzepak, słonecznik, len, wiele warzyw, liczne gatunki chwastów.
Wśród roślin jednorocznych wyodrębnia się dwie formy:
- ozime – do pełnego rozwoju wymagają przejścia okresu niskich temperatur (jarowizacja), młode rośliny kiełkują jesienią i zimują pod śniegiem, aby na wiosnę ponowić swój rozwój.
- jare – kiełkują na wiosnę, rozwijają się, zakwitają, wydają owoce i tego samego roku giną.

Niektóre gatunki roślin zielnych pochodzące z obszarów tropikalnych, w Polsce ze względu na klimat uprawiane jako jednoroczne, na obszarze swojego naturalnego występowania są roślinami wieloletnimi – bylinami. Ponadto niektóre gatunki roślin ozdobnych będące bylinami są uprawiane tylko przez jeden rok, gdyż później stają się nieładne, stąd też przez ogrodników bywają mylnie nazywane roślinami jednorocznymi.